# Опсада Никеје (727)
Опсада Никеје одиграла се у лето 727. године за време Византијско-арапских ратова. Ова опсада је један од покушаја Омејадског калифата да заузме неки византијски град. 

## Опсада
Арапску војску која је бројала неких 15.000 бораца предводио је Муавија ибн Хишам, један од калифових синова. Она је покушала освојити малоазијски град Никеју, седиште тадашње византијске теме Опсикион. Опсада је трајала четрдесет дана и завршена је неуспехом. Упркос сталним нападима током опсаде град је издржао, иако су Арапи користећи опсадне машине уништили део градских зидина, али нису успели да заузму град, након чега се арапска војска повукла. Иако Арапи нису успели да заузму град узели су доста плена и заробљеника. Тадашњи византијски цар Лав III Исавријанац је такав исход прогласио Божјим знаком и божанском наклоншћу према њему и којим се одобрава његова контроверзна политика иконоборства.
Ово је био и врхунац Омајадских освајања и након овог неуспеха и повлачења никад више нису продрли толико дубоко на византијску територију.